# Nannothemis
Genre
Nannothemis est un genre d'insectes de la famille des Libellulidae, appartenant au sous-ordre des anisoptères dans l'ordre des odonates. Une seule espèce est représentante du genre : Nannothemis bella.
Il s'agit du plus petit anisoptère d'Amérique du Nord. Le nom vernaculaire du genre est Nannothème .

## Liste des espèces[3]
- Nannothemis bella Brauer, 1868 - Nannothème d'elfe